# Joachim du Bellay
Joachim du Bellay (Liré, oko 1522. – Savoj, 1. siječnja 1560.), francuski pjesnik i kritičar, član i jedan od osnivača La Pléiadea.

## Vanjske poveznice
- Biography, Bibliography, Analysis (fr.)
- University of Virginia's Gordon Project  Arhivirana inačica izvorne stranice od 1. rujna 2007. (Wayback Machine) A 1569 edition of du Bellay's works and background information.
- Arhivirana inačica izvorne stranice od 2. kolovoza 2007. (Wayback Machine) The first complete translation into English of Du Bellay's Antiquités de Rome since Spenser.